# Генрихсен, Роман Романович
Рома́н Рома́нович фон Ге́нрихсен (1818—1883) — российский архитектор, академик Императорской Академии художеств, действительный статский советник.

## Биография
Получил домашнее начальное образование. Вольноприходящий ученик Императорской Академии художеств. Был аттестован Академией художеств в звании неклассного художника (1839) за «Проект тюрьмы на 300 человек».
Назначен помощником архитектора А. П. Гемилиана в военном министерстве (1841). Участвовал в возведении зданий Петербургского арсенала, строил (1846) здание Петербургской артиллерийской лаборатории. Получил звание младшего архитектора. Строил дома служащих артиллерийского ведомства (1851), за что был удостоен ордена св. Анны 3 степени.
Был признан Академией художеств «назначенным в академики» (1852). Звание академика (1852).
Был назначен архитектором Петербургского арсенала (1853). Подал в отставку (1857), получив заказы на проектирование и строительство двух частных домов (особняк Г. А. Кушелева-Безбородко и особняк Н. А. Макарова). Вернулся на должность архитектора артиллерийского управления (1859).
Производил постройки оружейной, сталелитейной, тигельной мастерских и кузницы на Обуховском заводе. Составил проекты медеплавильного завода Пашкова, железокотельного завода Сухозанета на Урале; железокотельной мастерской для завода Берда в Петербурге; мастерской для завода Семянникова и Полетики. Одновременно работал по заказам на строительство частных построек: дачи со службами в Павловске, вилла в готическом стиле близ Бремена, городских домов в Бремене и виллы «Матильда» в стиле Людовика XII в Висбадене.
Построил арсенальные здания для оружейной мастерской (1864) и деревянные стрельбища опытной батареи артиллерийского комитета на Волковском поле, за что был награждён орденами св. Станиславом 2-й степени, св. Анны 2-й степени и св. Владимира 4—1 степеней.
Член комитета Всероссийской Мануфактурной выставки. Почётный член Дома призрения и ремесленного образования бедных детей, член комитета по постройке Ремесленного училища цесаревича Николая. Член Петербургского общества архитекторов.
Строил мастерские Технологического института (1871). В 1872 построил здания Екатерингофской бумагопрядильной фабрики в д. Емельяновке, учебных мастерских и служб для Ремесленного училища женской рукодельной школы в Кунгуре Пермской губернии и др.
Проектировал комплекс зданий Харьковского технологического института. Перешёл в Министерство финансов (1875) в связи с назначением строителем зданий Харьковского технологического института. За эту работу был награждён чином действительного статского советника. Получил звание почётного вольного общника Академии художеств (1876).
Скончался 27 августа (8 сентября) 1883 года, отпевание проходило в реформатской церкви. Похоронен на Смоленском кладбище Санкт-Петербурга.

## Проекты и постройки

### Санкт-Петербург
- Комплекс зданий Артиллерийской лаборатории. Маршала Блюхера пр., 12 (1841—1853)[8]
- Комплекс зданий Артиллерийской лаборатории. Казарменный корпус для нижних чинов со встроенной церковью. Маршала Блюхера пр., 12ГЮ (1841—1853)[9]
- Комплекс зданий Артиллерийской лаборатории. Производственный корпус. Маршала Блюхера пр., 12БК — Лабораторный пр., 18к5 (1841—1853)[10]
- Комплекс зданий Артиллерийской лаборатории. Административное здание. Маршала Блюхера пр., 12ДО (1841—1853)[11]
- Комплекс зданий Артиллерийской лаборатории. Казарма. Маршала Блюхера пр., 12ДН (1841—1853)[12]
- Комплекс зданий Артиллерийской лаборатории. Жилой корпус. Маршала Блюхера пр., 12С (1841—1853)[13]
- Комплекс зданий Артиллерийской лаборатории. Административный корпус. Маршала Блюхера пр., 12АХ (1841—1853)[14]
- Комплекс зданий Артиллерийской лаборатории. Технический корпус. Маршала Блюхера пр., 12БС (1841—1853)[15]
- Комплекс зданий Артиллерийской лаборатории. Каменный покой для неоконченных фейерверочных штук. Маршала Блюхера пр., 12Ж (1841—1853)[16]
- Комплекс зданий Артиллерийской лаборатории. Технический корпус. Маршала Блюхера пр., 12БТ (1841—1853)[17]
- Комплекс зданий Артиллерийской лаборатории. Каменный покой отвесный. Маршала Блюхера пр., 12Е (1841—1853)[18]
- Комплекс зданий Артиллерийской лаборатории. Производственный корпус. Маршала Блюхера пр., 12АФ (1841—1853)[19]
- Комплекс зданий Артиллерийской лаборатории. Корпус. Маршала Блюхера пр., 12к10 (1841—1853)[20]
- Комплекс зданий Артиллерийской лаборатории. Корпус. Маршала Блюхера пр., 12АЖ (1841—1853)[21]
- Комплекс зданий Артиллерийской лаборатории. Корпус. Маршала Блюхера пр., 12ПО (1841—1853)[22]
- Производственные здания Охтинской бумагопрядильной мануфактуры. Свердловская наб., 46х — Пискаревский пр., 3 (1844, 1852—1854)[23][24]
- Охтинская бумагопрядильная мануфактура. Казарма рабочих мануфактуры. Свердловская наб., 46 — Пискаревский пр., 1 (1852—1854)[25]
- Особняк Г. А. Кушелева-Безбородко (перестройка и расширение). Гагаринская ул., 1 — Кутузова наб., 24 (1857—1860)[4]
- Производственные здания Российской бумагопрядильной мануфактуры (перестройка). Курляндская ул., 30, двор (1857, 1860)
- Здание фабрики бронзовых изделий т-ва Генке, Плеске и Морана. Обводного наб.к., 233 — Степана Разина ул., 15 (1860)[26]
- Особняк Н. А. Макарова. Галерная ул., 56 — Адмиралтейского наб.к., 31А (1863)[5]
- Производственные сооружения Обуховского сталелитейного завода. Обуховской Обороны пр., 118—126 (1860-е)[27][28]
- Производственные сооружения металлического завода Ч. Берда. Перевозная ул. (1860-е)[29]
- Особняк. Обуховской Обороны пр., 59 (1860-е)[30]
- Здание опытной мастерской судостроительного завода Семянникова и Полетики. Обуховской Обороны пр., 40 (1863—1864)[31]
- Судостроительный завод Семянникова и Полетики. Невский литейный и механический завод. Обуховской Обороны пр., 51 (1864—1900-е)[32]
- Производственный комплекс Главного артиллерийского управления (перестройка). Шпалерная ул., 19 — Литейный пр., 3 — Чайковского ул., 14 (1864—1876)[33]
- Производственные сооружения Патронного завода. Михайлова ул., 13А (1869)[34]
- Производственные сооружения Патронного завода. Корпус. Михайлова ул., 11В (1869)[35]
- Штаб артиллерийского ведомства (перестройка). Моховая ул., 1 — Чайковского ул., 9 (1870)[36]
- Производственные здания Екатерингофской бумагопрядильной мануфактуры. Калинина ул., 2х — Промышленная ул., 19 (1872—1873)[37][38]
- Производственные сооружения Англо-российской резиновой мануфактуры «Макинтош». Обводного наб.к., 134—138 (1872—1874)[39][40]
- Санкт-Петербургский трубочный завод. Уральская ул., 1 (1870-е)[41][42]
- Жилой дом Артиллерийского департамента. Чайковского ул., 59 — Чернышевского пр., 14 (1879)[43]
- Сооружения для паровых котлов и насосов при Центральной городской водопроводной станции. Шпалерная ул., 56 — Водопроводный пер., 1 — Таврическая ул., 10 (1880-е)